# Moschus
Moschus là một chi động vật có vú trong họ Moschidae, bộ Artiodactyla. Chi này được Linnaeus miêu tả năm 1758. Loài điển hình của chi này là Moschus moschiferus Linnaeus, 1758.

## Hình ảnh

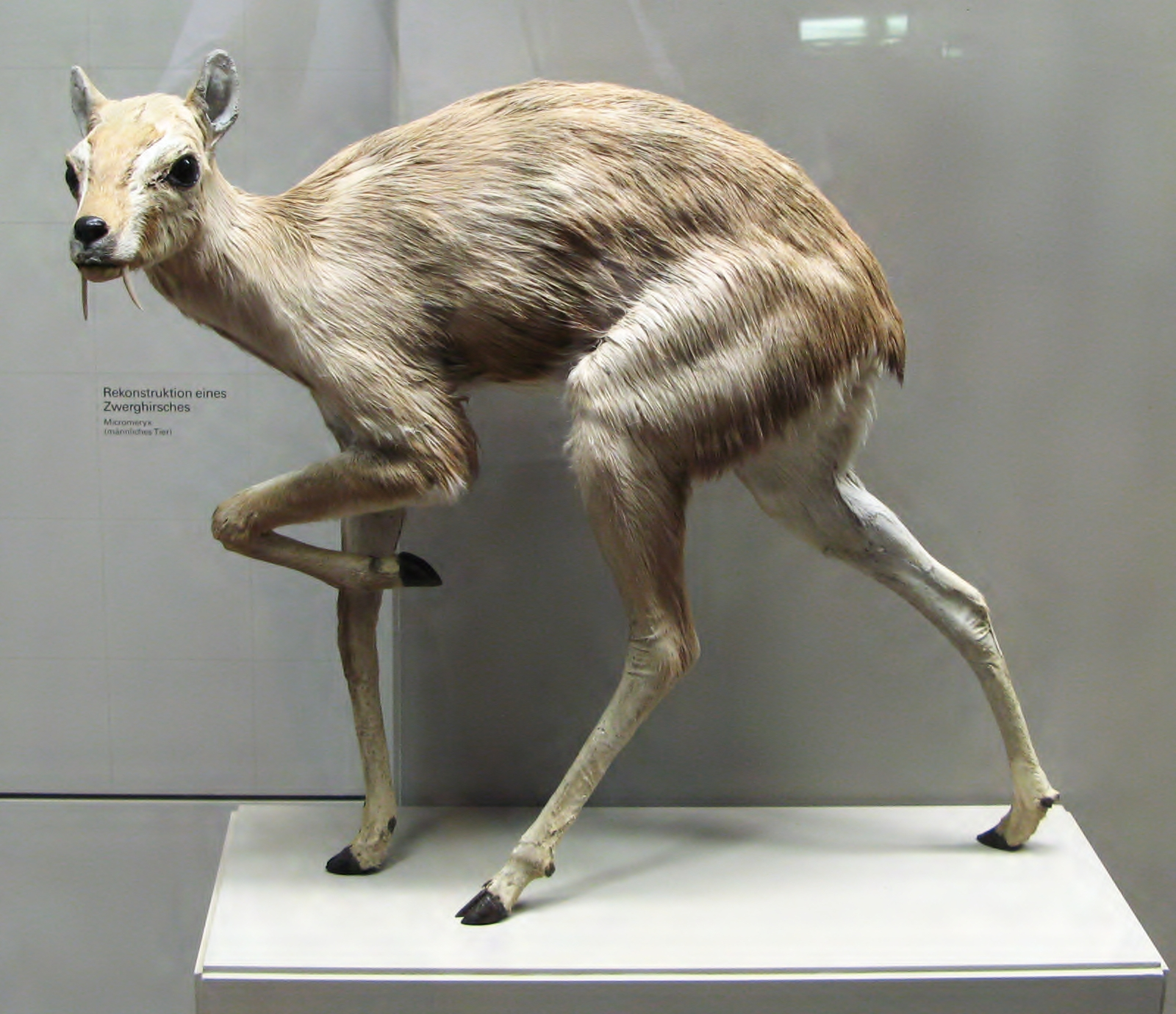
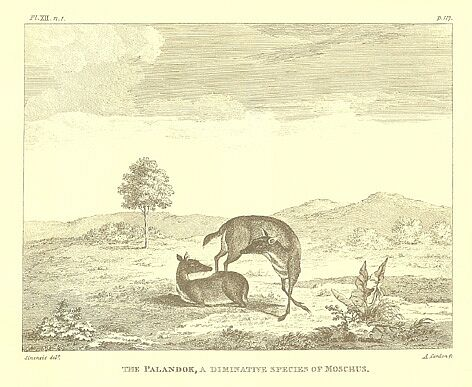

## Các loài
Chi này gồm các loài:
- Moschus anhuiensis
- Moschus berezovskii
- Moschus chrysogaster
- Moschus cupreus
- Moschus fuscus
- Moschus leucogaster
- Moschus meminna
- Moschus moschiferus